# Lijst van burgemeesters van Pekela
Dit is een lijst van burgemeesters van de Nederlandse gemeente Pekela in de provincie Groningen, die op 1 januari 1990 ontstond door een fusie van de gemeenten Oude Pekela en Nieuwe Pekela.
| Ambtsperiode | Naam burgemeester  | Partij of stroming | Bijzonderheden                                                     |
| ------------ | ------------------ | ------------------ | ------------------------------------------------------------------ |
| 1990 - 1998  | Chris Arlman       | PvdA               | was burgemeester van Nieuweschans, werd burgemeester van Harlingen |
| 1999 - 2015  | Meindert Schollema | PvdA               | was wethouder van Loppersum                                        |
| 2015 - heden | Jaap Kuin          | PvdA               | tot 1 juni 2021 waarnemend                                         |